# Януш, Катерина
Катерина Януш (Яноух(ова), швед. Katerina Janouch, чеш. Kateřina Janouchová; род. 22 февраля 1964, Прага) — шведская писательница, журналист и сексолог чешского происхождения. Она прежде всего известна своими книгами для детей, но также писала о взаимоотношениях, жестоком обращении с женщинами, калечащих операциях на женских половых органах и политических беспорядках в Швеции.
Януш родилась в 1964 году в Праге в семье ученого-ядерщика и диссидента Франтишека Яноуха и профессора радиационной биологии Ады Кольман. Её отец выступал против режима «нормализации», за что был исключен из Коммунистической партии, а затем его попросили эмигрировать из Чехословакии.
После короткого периода в Дании в 1973 году семья переехала в стокгольмский пригород (Täby). Её отец получил работу в Королевском технологическом институте и основал Фонд Хартии-77. Катерина быстро выучила шведский язык, потому что она переводила политические статьи своего отца.

## Исследования и журналистика
В старшей школе Януш решила стать журналисткой, журналистику она предоставляла как «романтический образ». После обучения в университете по искусству и литературе (она не получила того образования, которое хотела), она стала переводчиком в издательстве и стала работать корректором в Expressen .
В начале 1990-х она познакомилась со своим будущим мужем Робертом Боманом. В тот момент у неё уже был ребёнок от предыдущих отношений. В 1989—2002 годах у неё было пятеро детей.

## Советник по вопросам секса и отношений
В 1992 году Амелия Адамо связалась с ней, чтобы написать об отношениях в крупнейшим шведском молодёжным журнале «Veckorevyn» того времени. Януш прошла курс сексологии в Упсальском университете, но она была не сексолог, не психолог или не психотерапевт, что, по её мнению, является её сильной стороной. «Я никогда не считал себя экспертом, однако я брала интервью у многих экспертов». Она получила свою собственную колонку в газете именно в роли сексуального консультанта и стала известна более широкой аудитории. Это было отчасти потому, что она была одной из первых, кто открыто писал о сексе.

## Авторство

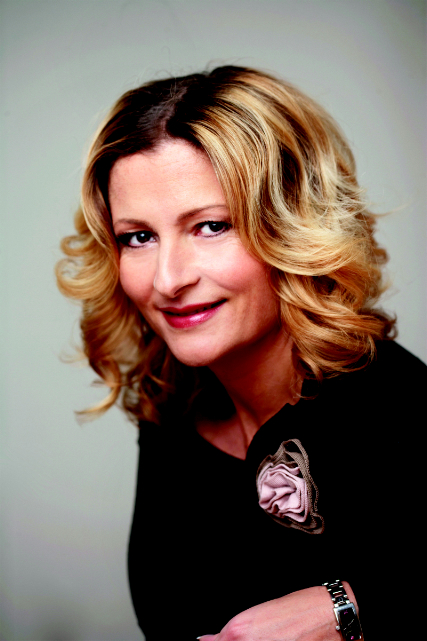
В 2010 году

Помимо журналистской деятельности, Януш также писала романы и научно-популярные книги. Её дебют состоялся в 1993 году с романом Våta spår (Мокрые следы). Причина, по которой она хотела написать книгу, заключалась в желании «производить что-то, что имеет более длинную жизнь. Книга сохраняется намного дольше, чем газетная статья». Нехудожественные публикации Януш сосредоточены на женской сексуальности. Януш также начала писать серию молодёжных книг, где сексуальный дебют находится в центре. Её книги изданы на 17 языках.

## Политика

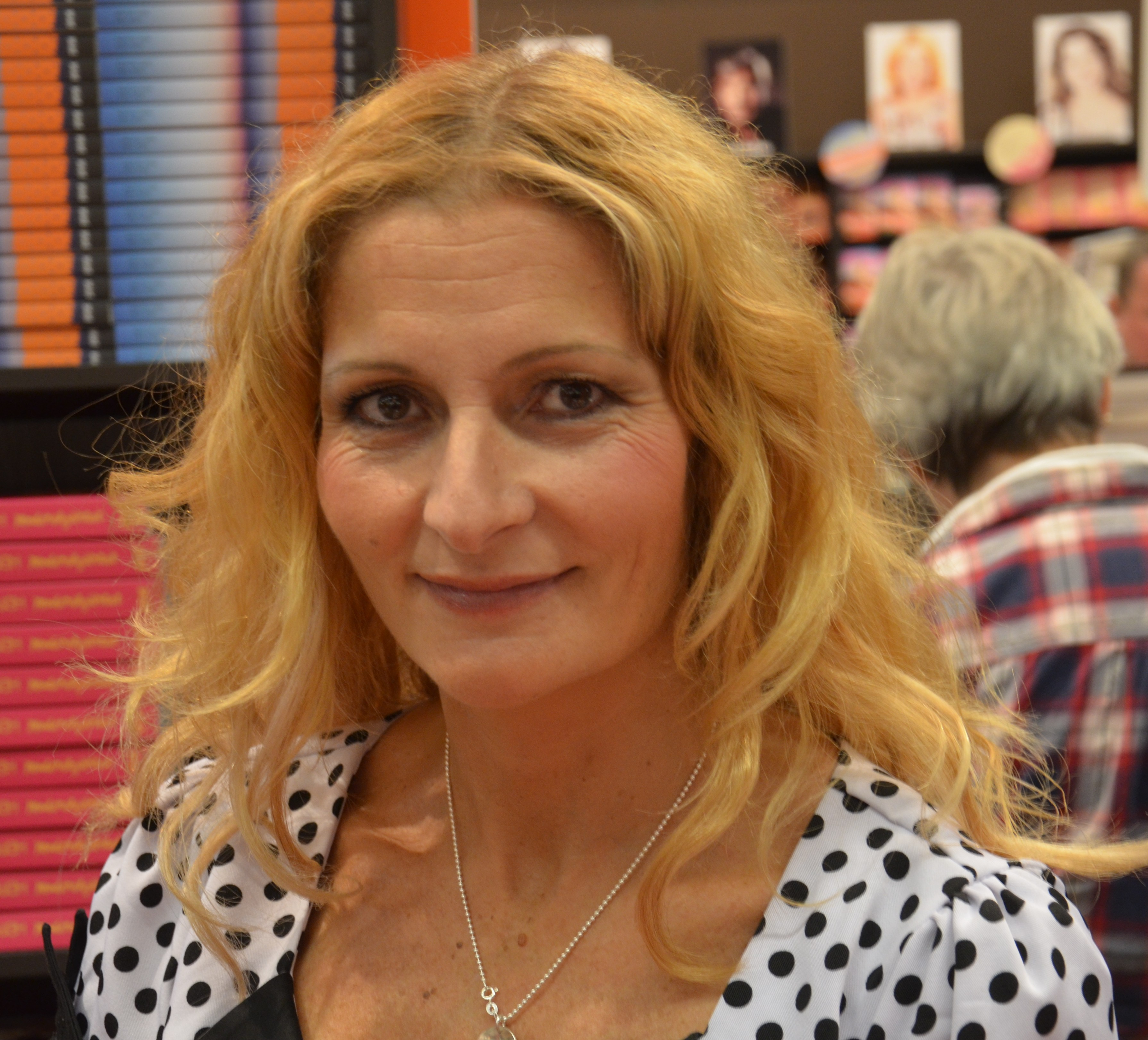
В 2012 году

Согласно Expressen, Expo и Aktuelltfokus, Януш иногда выражала неоднозначные взгляды на «безответственную миграционную политику» Швеции из-за сообщений о растущих преступлениях и политкорректности. 9 января 2017 года по чешскому телевидению она сказала, среди прочего, что «Швеция разрушается массовой иммиграцией». В ответ премьер-министр Швеции Стефан Лёфвен заявил, что интервью Януш «было очень странным».
В марте 2017 года Януш начала свою деятельность в качестве обозревателя в либертарианской и беспартийной политической газете Nyheter Idag Она писала: «Поскольку у меня аллергия на все виды экстремизма, как правого, так и левого, я хочу писать на новой независимой платформе». В 2018 году Expressen опубликовала статью Анетт Холмквист, которая взяла интервью у Януш, заявившей, что стремится попасть в парламент Швеции.
В апреле 2018 года Януш объявила, что будет баллотироваться на парламентских выборах от правой партии «Коалиция граждан». Она заявила, что её основными задачами будут «безопасность женщин и свобода слова в Швеции». Она сказала, что считает, что в течение долгого времени существовал «очень узкий коридор мнений», что означает, что люди, которые придерживались мнения, отличного от преобладающего в вопросах иммиграции, были названы расистами. В декабре 2018 года «Голос Европы» опубликовал статью об участии Януш в акции протеста против социал-демократов, подписавших контракт Глобального договора, и она сказала «не связывайтесь с сыновьями и дочерьми викингов». 2 декабря 2018 года IngridochMaria опубликовала статью Янош, протестующей против Глобального договора. В ходе дебатов, организованных Swebbtv, Катерину Януш пригласили прокомментировать «войну в Швеции с низкой интенсивностью» . В статье WJLA, опубликованной в марте 2018 года, о росте сексуальных преступлений и насилия в отношении женщин, процитировала Катерина Януш, сказав, что «Швеция очень изменилась. Такого никогда не было.»

## Запрет Facebook
В марте 2019 года Катерине Януш было запрещено пользоваться Facebook в течение семи дней .

## Фильмография
- 2004 — Kärlekens språk